# Bani Walki
Bani Walki (auch: Baniwalki) ist ein Dorf in der Stadtgemeinde Tanout in Niger.

## Geographie
Das von einem traditionellen Ortsvorsteher (chef traditionnel) geleitete Dorf liegt in der Landschaft Damergou, etwa 28 Kilometer südöstlich des Stadtzentrums von Tanout, der Hauptstadt des gleichnamigen Departements Tanout in der Region Zinder. Zu den Siedlungen in der näheren Umgebung von Bani Walki zählen Dalli im Nordwesten, Djadjidouna im Norden, Doubou Yindi im Südwesten und Chirwa im Westen.
Bani Walki ist Teil der Übergangszone zwischen Sahara und Sahel. Die durchschnittliche jährliche Niederschlagsmenge beträgt hier zwischen 200 und 300 mm. Der in einer Niederung gelegene Wald von Bani Walki erstreckt sich über eine Fläche von 207 Hektar und steht unter Naturschutz.

## Geschichte
Das Dorf ist der Sitz des Anführers der Tuareg-Fraktion Kel Tamat, die Anfang des 18. Jahrhunderts das Hochgebirge Aïr verließen, um weiter im Süden zu siedeln. Der deutsche Afrikaforscher Heinrich Barth, der 1851 den Damergou bereiste, beschrieb die damals reichen Kornfelder von Bani Walki („Banuélki“) und Koulan Karki („Kulakérki“), die mehr als nur die lokale Bevölkerung versorgen konnten. Die 219 Kilometer lange Piste zwischen den Orten Gouré und Tanout, die durch Bani Walki führte, galt in den 1920er Jahren als einer der Hauptverkehrswege in der damaligen französischen Kolonie Niger.

## Bevölkerung
Bei der Volkszählung 2012 hatte Bani Walki 875 Einwohner, die in 128 Haushalten lebten. Bei der Volkszählung 2001 betrug die Einwohnerzahl 681 in 134 Haushalten und bei der Volkszählung 1988 belief sich die Einwohnerzahl auf 405 in 84 Haushalten.
Die Bevölkerungsdichte in diesem Gebiet ist mit 10 bis 20 Einwohnern je Quadratkilometer relativ gering.

## Wirtschaft und Infrastruktur
Die Siedlung liegt in einem Gebiet des Übergangs zwischen der Naturweidewirtschaft des Nordens und des Ackerbaus des Süden, was zu Landnutzungskonflikten führt. Bei Bani Walki befindet sich die landwirtschaftlichen Zwecken dienende Bani-Walki-Talsperre. Es gibt eine Schule im Dorf.